# Phil Lesh
Philip Chapman Lesh (Berkeley, 15 de março de 1940 – 25 de outubro de 2024) foi um músico americano e membro fundador da Grateful Dead, com quem tocou baixo ao longo de seus trinta anos de carreira.
Após a dissolução da banda em 1995, Lesh continuou a tradição da música da família Grateful Dead com o projeto paralelo Phil Lesh and Friends, que homenageou a música da banda tocando seus originais, covers comuns e as músicas dos membros de sua banda. Lesh opera um local de música chamado Terrapin Crossroads. Ele reduziu suas turnês em 2014, mas continua se apresentando com Phil Lesh & Friends em locais selecionados. De 2009 a 2014, ele se apresentou na Furthur ao lado do ex-colega de banda da Grateful Dead, Bob Weir.

## Contexto
Lesh nasceu em Berkeley, Califórnia, e começou como violinista. Enquanto estava matriculado na Berkeley High School, ele mudou para trompete e participou de todas as atividades extracurriculares relacionadas à música da escola. Estudando o instrumento com Bob Hansen, maestro da banda sinfônica Golden Gate Park, ele desenvolveu um grande interesse na música clássica de vanguarda e no free jazz. Depois de frequentar a Universidade Estadual de São Francisco por um semestre, Lesh não conseguiu garantir uma posição favorável na banda ou na orquestra da escola e determinou que não estava pronto para seguir um ensino superior. Após o abandono, ele fez um teste para a renomada Banda do Sexto Exército (então localizada no Presidio de São Francisco) com a assistência de Hansen, mas acabou por ser considerado inadequado para o serviço militar.
Pouco tempo depois, ele se matriculou na Faculdade de San Mateo, onde escreveu cartas para a bem-conceituada big band da faculdade e subiu para a primeira cadeira de trompete. Depois de se transferir para a Universidade da Califórnia em Berkeley, em 1961, ele se tornou amigo do futuro tecladista da Grateful Dead, Tom Constanten, antes de desistir depois de menos de um semestre. A pedido de Constanten, ele estudou com o modernista italiano Luciano Berio em um curso de pós-graduação no Mills College, na primavera de 1962; seus colegas de classe incluíam Steve Reich e John Chowning, da Universidade Stanford. A inteligência e curiosidade inatas de Lesh, juntamente com seu considerável envolvimento com instituições de ensino e mentores estimados, mais tarde o levaram a ser um dos intelectuais decididos da Grateful Dead.
Enquanto era voluntário do KPFA como engenheiro de gravação durante esse período, ele conheceu o tocador de banjo de bluegrass Jerry Garcia. Apesar dos interesses musicais aparentemente opostos, eles logo formaram uma amizade. Após um breve período como funcionário do Departamento de Correios e keno em Las Vegas (inicialmente alojando-se com Constanten, que logo partiu para estudar com Berio e outros membros da Escola Darmstadt na Europa); uma segunda passagem pelo correio em São Francisco; e uma colaboração com Reich, Jon Gibson e Constanten após o retorno da Europa sob os auspícios da San Francisco Mime Troupe, Lesh foi convocado a se tornar o baixista do novo grupo de rock de Garcia (então conhecido como The Warlocks) no outono de 1964. Foi uma virada peculiar de eventos, pois Lesh nunca havia tocado baixo antes. Segundo Lesh, a primeira música que ele ensaiou com a banda foi "I Know You Rider". Ele se juntou a eles para seu terceiro ou quarto show (as memórias variam) e ficou até o fim.
Como Lesh nunca havia tocado baixo, isso significava que ele aprendia "em serviço", mas também não tinha atitudes preconcebidas sobre o papel tradicional da seção rítmica do instrumento. Em sua autobiografia, ele credita Jack Casady (que estava tocando com Jefferson Airplane) como uma influência confirmadora na direção em que seus instintos o levavam. Embora ele tenha dito que seu estilo de tocar foi influenciado mais pelo contraponto de Bach do que pelos baixistas contemporâneos de rock e soul, também se pode ouvir a fluidez e o poder de um baixista de jazz como Charles Mingus ou Jimmy Garrison no trabalho de Lesh, além de alusões estilísticas a Casady. Lesh também citou Jack Bruce, da Cream, como uma influência.

## Música

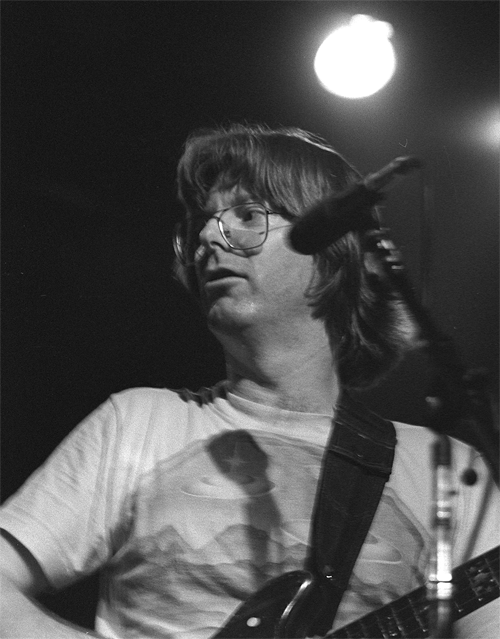
Phil Lesh com Tooloos no Keystone Berkeley

Lesh foi inovador no novo papel que o baixo elétrico desenvolveu em meados da década de 1960. Contemporâneos como Casady, Bruce, James Jamerson e Paul McCartney adotaram uma abordagem mais melódica e contraditória do instrumento; antes disso, os baixistas do rock geralmente tinham desempenhado um papel convencional de cronometragem na batida da música e dentro (ou subjacente) da estrutura harmônica ou de acordes da música. Apesar de não abandonar esses aspectos, Lesh fez suas próprias excursões improvisadas durante uma música ou instrumental. Esse era um aspecto característico do chamado San Francisco Sound na nova música rock. Em muitos jams da Dead, o baixo de Lesh é, em essência, tanto um instrumento principal quanto o violão de Garcia.
Lesh não era um compositor ou cantor prolífico com a Grateful Dead, embora algumas das músicas que ele contribuiu ou co-escreveu (incluindo "New Potato Caboose", "Box of Rain", "Truckin'", "Unbroken Chain" e "Pride of Cucamonga") estão entre os mais conhecidos no repertório da banda. A voz de alto teor de Lesh contribuiu para as seções de harmonia de três partes da Grateful Dead em seus vocais de grupo nos primeiros dias da banda, até que ele largou largamente o canto de Donna Godchaux em 1976 devido a danos nas cordas vocais pela técnica de canto inadequado. Em 1985, ele voltou a cantar vocais principais em músicas selecionadas como barítono. Ao longo da carreira da Grateful Dead, seu interesse pela música de vanguarda permaneceu uma influência crucial no grupo.
Em 1994, ele foi incluído no Salão da Fama do Rock and Roll como membro da Grateful Dead.

## Pós-Grateful Dead e morte
Após a dissolução da Grateful Dead, Lesh continuou a tocar com The Other Ones e The Dead, além de se apresentar com sua própria banda, Phil Lesh and Friends. Em 1999, ele co-encabeçou uma turnê com Bob Dylan.
Além disso, Lesh e sua esposa Jill administram sua organização de caridade, a Unbroken Chain Foundation. O casal tem dois filhos juntos, Grahame e Brian. Grahame e Brian seguem os passos musicais de seu pai. Os três frequentemente tocam juntos, tanto em público como em privado, por exemplo, em um agrupamento anual de shows conhecido como Philharmonia, datado de 1997, mais recentemente em 18 de dezembro de 2011, em um show de Natal, incluindo Bob Weir e Jackie Greene, na cafeteria Tenderloin Middle School, com a presença de 250 pessoas.
Em 1998, Lesh foi submetido a um transplante de fígado como resultado de uma infecção crônica pela hepatite C; desde então, ele se tornou um defensor franco dos programas de doadores de órgãos e, quando se apresenta regularmente, incentiva os membros da plateia a se tornarem doadores de órgãos (faixas identificadas como o "rap dos doadores" nas gravações ao vivo de suas várias apresentações).
Em abril de 2005, o livro de Lesh, Searching for the Sound: My Life with the Grateful Dead (ISBN 0-316-00998-9) foi publicado. O livro leva o nome da letra de uma música da Grateful Dead intitulada "Unbroken Chain", do álbum From the Mars Hotel. "Unbroken Chain" é uma das poucas músicas que Lesh canta. Este foi o único livro sobre a Grateful Dead escrito por um membro da banda até 2015, quando Bill Kreutzmann lançou seu livro de memórias, Deal: My Three Decades of Drumming, Dreams and Drugs with the Grateful Dead.
Em 26 de outubro de 2006, Lesh divulgou uma declaração em seu site oficial, revelando que ele havia sido diagnosticado com câncer de próstata - a doença que matou seu pai - e que passaria por uma operação em dezembro de 2006 para removê-lo. Em 7 de dezembro de 2006, Lesh divulgou uma declaração afirmando que havia sido submetido a uma cirurgia de próstata com o câncer sendo removido.
Em 2009, Lesh voltou em turnê com os demais membros da Grateful Dead. Após a turnê de verão de 2009, Lesh começou a fundar uma nova banda com Bob Weir chamada Furthur, que estreou em setembro de 2009.
Em 2012, Lesh fundou um local de música chamado Terrapin Crossroads, em San Rafael, Califórnia. O local foi inaugurado oficialmente em 17 de março de 2012, com a primeira de uma série de doze shows de Phil Lesh and Friends. Quando não estão em turnê, os filhos de Lesh, Grahame e Brian, atuam como banda da casa no Terrapin Crossroads. Além das músicas do catálogo da Grateful Dead, Lesh tocou material de Mumford & Sons, Zac Brown Band e outros artistas contemporâneos.
Lesh começou a se apresentar novamente com Phil Lesh and Friends em 2012. Furthur se separou no início de 2014 e, aos 74 anos, Lesh parou de fazer turnê em tempo integral. Desde então, ele se apresenta regularmente no Terrapin Crossroads com várias formações de Phil Lesh and Friends, bem como com a Terrapin Family Band. Ele também realiza shows selecionados em locais nos Estados Unidos, principalmente no Teatro Capitólio, bem como em festivais.
Ele participou dos concertos Fare Thee Well de 2015 e de uma curta turnê na América do Norte com Bob Weir na primavera de 2018.
Em outubro de 2015, Lesh anunciou que havia feito uma cirurgia de câncer de bexiga. Ele afirmou que seu prognóstico era bom e que esperava recuperar completamente.
Em agosto de 2019, Lesh anunciou que tinha que se submeter a uma cirurgia nas costas, na qual ele e sua banda tiveram que cancelar os próximos compromissos no Outlaw Music Festival, Telluride Blues & Brews Festival e Dirt Farmers Festival. Ele deve se recuperar totalmente.
Lesh morreu em 25 de outubro de 2024, aos 84 anos.

## Discografia
The Other Ones:
- The Strange Remain (1999)

Phil Lesh and Friends:
- Love Will See You Through (1999)
- There and Back Again (2002)
- Live at the Warfield (2006)